# Боротьба Птолемея I за узбережжя Малої Азії
Боротьба Птолемея I за узбережжя Малої Азії –– пов’язаний із Малою Азією послідовний ряд епізодів з часів війн діадохів за розділ держави Александра Македонського.

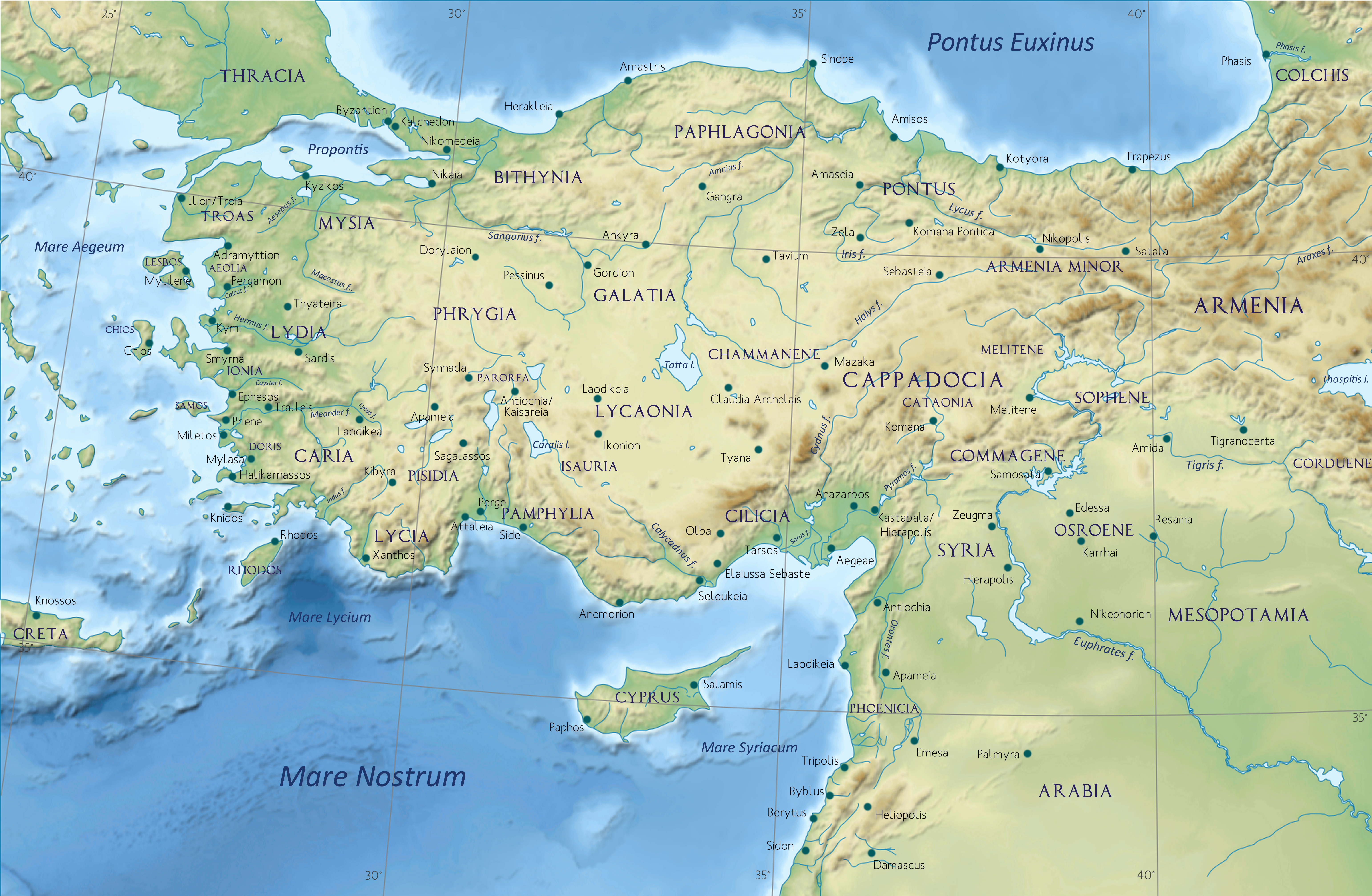
Карта Малої Азії з позначеними античними регіонами (зокрема, Карія, Лікія, Памфілія, Пісідія, Кілікія, Кіпр) та окремими містами (зокрема, Галікарнас, Родос, Ксанф, а також памфілійські Перге та Сіде, між якими знаходилось згадане у статті місто Аспенд)

Вперше сили єгипетського сатрапа Птолемея опинились у Малій Азії в кінці 315 р. до н.е., коли наварх Поліклет влаштував біля узбережжя Західної Кілікії засідку на загін зі складу війська іншого діадоха Антигона Одноокого та наніс йому нищівну поразку.
Сам Птолемей з’явився тут за два роки. Скориставшись тим, що Антигон був зайнятий активними бойовими діями на північ від Тавра, а його син Деметрій в очікуванні можливої сухопутної атаки з Єгипта стояв із військом у Келесирії, Птолемей висадився з кораблів в усті Оронта (на межі Сирії та Кілікії), де розграбував місто Посідіон. Далі він вирушив до Кілікії, котру також піддав спустошенням. Деметрій з кіннотою та легкоозброєними спішно рушив на північ до атакованої провінції, проте його супротивник заздалегідь покинув її (а от військо Антигоніда втратило чимало людей та коней від форсованих маршів). 
Перші дві акції були лише рейдами, тоді як в 310 р. до н.е. Птолемей здійснив спробу потурбувати владу Антигона на малоазійському узбережжі більш ґрунтовно. На той час між останнім та коаліцією, до якої належав єгипетський сатрап, діяла укладена роком раніше мирна угода. Втім, бажаючи послабити суперника, Птолемей почав вимагати надання свободи грецьким містам, що дійсно передбачалось зазначеною угодою, хоча й без належної конкретизації (самому єгипетському володарю це положення аж ніяк не шкодило через відсутність в його сатрапії елліністичних колоній). В той час, коли Антигон був зайнятий війною у Вавилонії з Селевком, до узбережжі Західної Кілікії (вона ж Кілікія-Трахея) прибув полководець Птолемея Леонід. Оскільки цілий ряд розташованих тут міст вважали себе грецькими колоніями, він визволив їх з-під влади Антигона. Втім, останній швидко спрямував сюди Деметрія, який діяв енергійно, наніс Ліоніду поразку та змусив єгиптян очистити Кілікію.

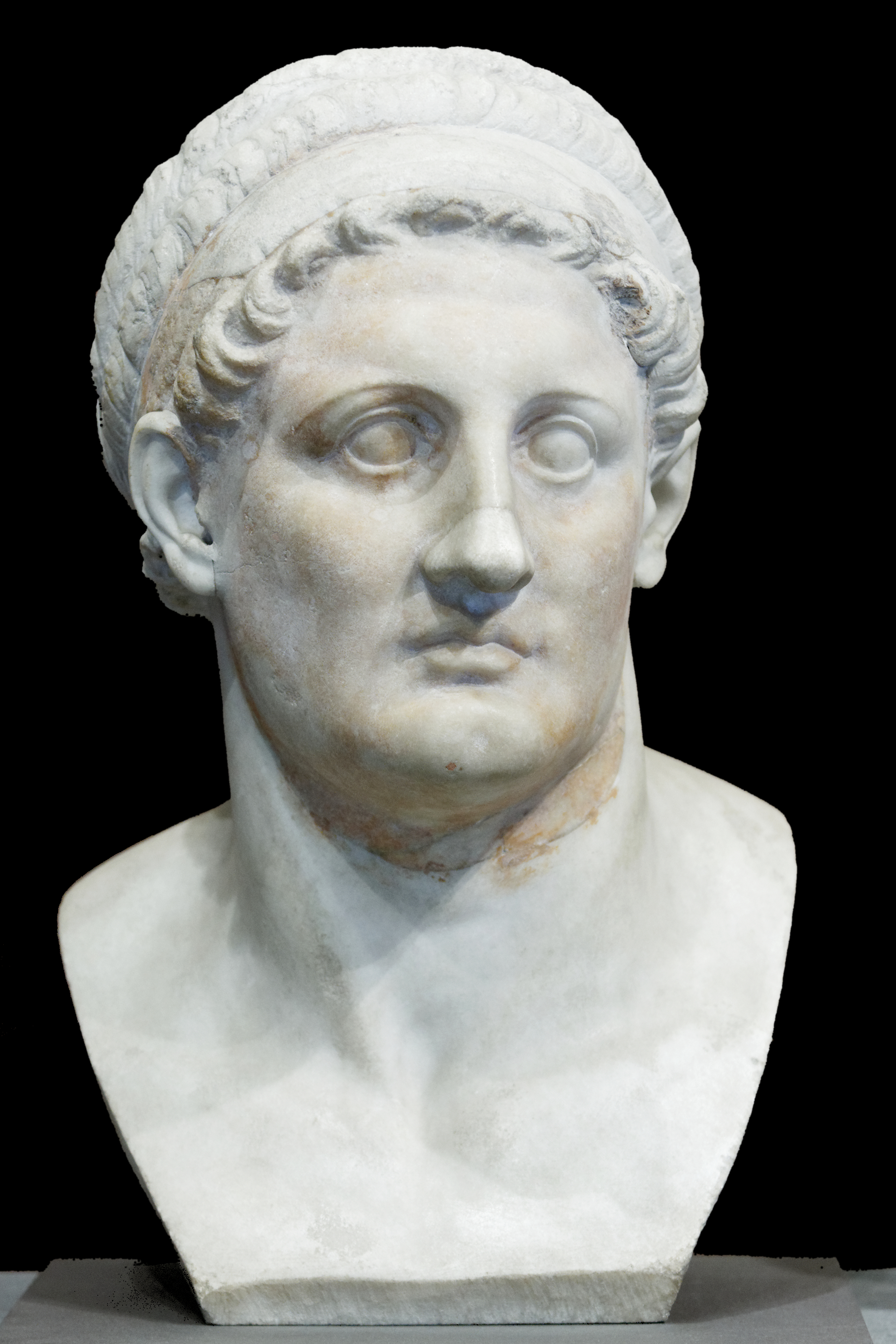
Птолемей I

У 309 р. до н.е. Птолемей знов з’явився біля узбережжя півострова, тільки дещо західніше. Спершу він взяв штурмом місто Фаселіда на східному збережжі Лікії, після чого рушив до старовинної столиці цієї області Ксанфа, де стояв гарнізон Антигона. Завоювавши його, Птолемей далі напав на Кавн (східна Карія неподалік від кордону з Лікією). Останній мав дві цитаделі, одну з яких єгипетський сатрап узяв штурмом, а іншу примусив капітулювати. Продовжив свій рух у західному напрямку, Птолемей прибув на острів Кос та, використовуючи його як базу, атакував розташований на узбережжі центральної Карії Галікарнас. В цей час сюди спішно з’явився Деметрій, котрий примусив Птолемея до відступу. Втім, єгиптяни зберігали за собою базу у безпосередній близькості – в 308 р. до н.е., коли Птолемей відрядив експедицію до Греції, вона вирушила туди з порту Мінд, який розташовувався на тому ж півострові, що і Галікарнас.
У наступні роки війна Птолемея з Антигонідами продовжилась, хоча подробиці її протікання на малоазійському театрі наразі невідомі. Втім, про окремі епізоди таки вдалось дізнатись. Наприклад, зберігся напис із міста Ясос, котре знаходилось на півночі карійського узбережжя. Його мешканці уклали тристоронню угоду з Птолемеєм та гарнізоном найманців під командуванням Махаона, Гієрона та Сополіса. Останні були офіцерами ще одного Птолемея (племінника Антигона Одноокого), котрий колись залишив їх у Ясосі із залогою. Тепер гарнізон погодився покинути місто, причому бажаючі з його складу могли залишитись без отримання права громадянства. Водночас мешканці погоджувались стати союзниками єгипетського Птолемея на умовах автономії, звільнення від оподаткування та відмови володаря від розміщення у місті гарнізона. Напис датують періодом після 309 р. до н.е. (коли племінник Антигона перейшов на бік єгипетського сатрапа, проте почав інтригувати проти нього та був страчений на Косі), але в будь-якому випадку раніше ніж 305 р. до н.е., коли Птолемей оголосив себе царем – цей найважливіший титул ще не зазначений в угоді.

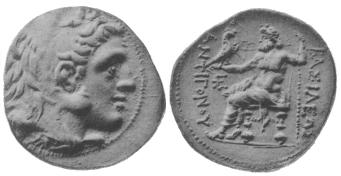
Суперник Птолемея у боротьбі за Малу Азію Антигон І Одноокий

У 306 р. до н.е. битва за Кіпр завершилась нищівною поразкою єгипетського сатрапа, після якої утримання ним володінь у Малій Азії видається проблематичним. Підтвердженням втрати Птолемеєм позицій на узбережжі півострова після кіпрської катастрофи є епізод із часів облоги Родоса (305-304 рр. до н.е.). Тоді кораблі родосців вчинили рейд у ворожий тил, під час якого, зокрема, захопили вороже судно, котре стояло на якорі в Патарі. Остання ж виконувала роль гавані лікійського Ксанфа, про оволодіння яким Птолемеєм згадувалось раніше під 309 р. до н.е.
Втім, панування Антигонідів тривало недовго, і вже у 301 р. до н.е. вони зазнали вирішальної поразки в битві при Іпсі, котра одночасно призвела й до загибелі старого Антигона. При цьому Деметрій зміг утримати в своїх руках морську частину батькового царства – мережу фортець та гаваней, котра простягнулась від Греції через Кіклади, Кіпр та південне узбережжя Малої Азії до Фінікії. Більшість зазначених містин у підсумку опинилась в руках Птолемеїв, проте яким чином та коли це відбулось зазвичай достеменно невідомо. Зокрема, Птолемей І мав для цього три нагоди – одразу після битви при Іпсі; у середині 290-х до н. е., коли Деметрій з головними силами вирушив до Македонії та оволодів її престолом (саме тоді Птолемей зміг відбити у нього Кіпр); у першій половині 280-х, коли справа Деметрія зазнала остаточного краху.

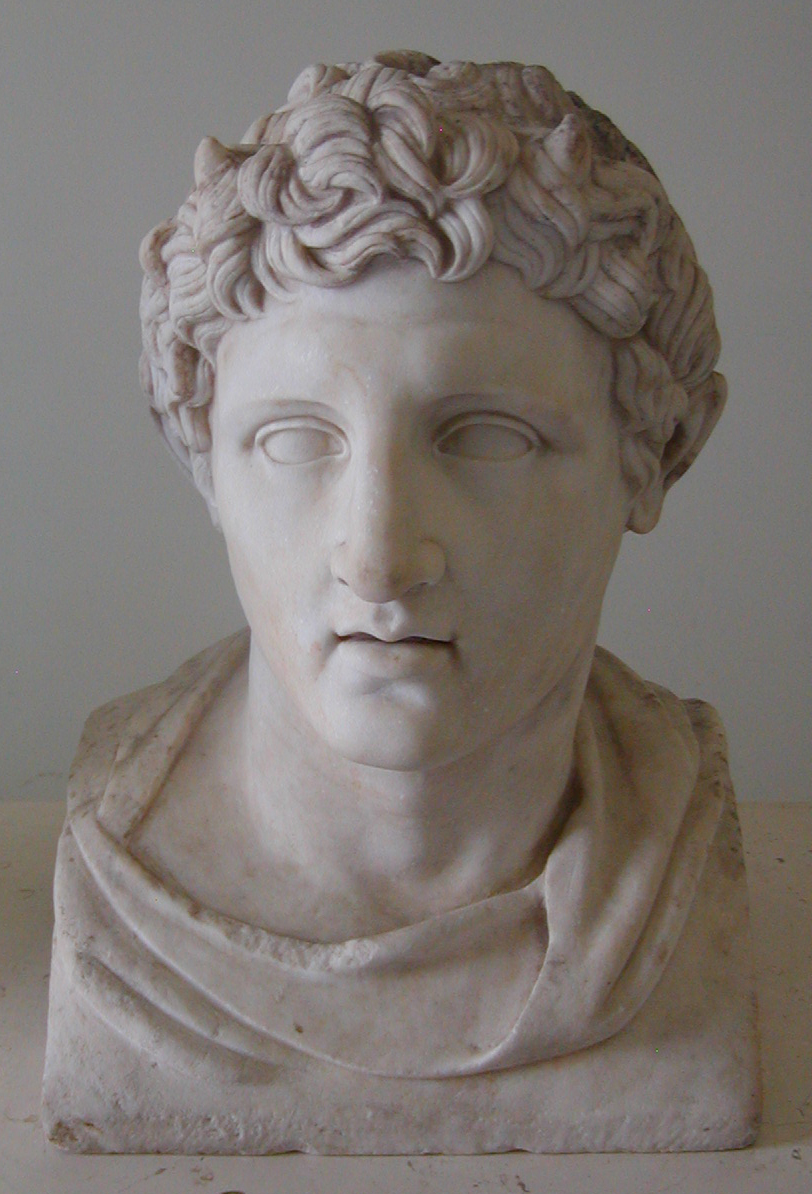
Суперник Птолемея у боротьбі за Малу Азію Деметрій І

Зазначений вище напис із Ясосу містить також два листа від чиновників Птолемея на ім’я Арістобул та Асклепіодот, в яких єгипетський володар вже іменується царем. У першому з них Арістобул підтверджує надані ясосцям привілеї бути автономними, а також контролювати власну гавань та отримувати з неї доходи. Втім, становище міста дещо погіршується у порівнянні з попереднім – тепер воно має вносити певні кошти «на оборону країни», причому їх розмір, як наголошує Арістобул, мав визначити сам цар. У другому листі Асклепіодот підтверджує раніше надані Арістобулом клятви. Ймовірно, ці два чиновники були губернаторами птолемеївської адміністративної області, до якої відносився Ясос. 
Не виключено також, що до цих же часів відноситься епізод з облогою міста Кавн на протилежному від Ясоса боці Карії. Як оповідає Полієн, полководець Птолемея Філокл підкупив окремих кавнійських чиновників, після чого останні так організували видачу хліба воякам, що єгиптяни змогли напасти на тимчасово полишене без охорони місто та захопили його. Втім, ця ж оповідь може відноситись до походу 309 р. до н.е. або до Карійської війни 280-279 років до н.е. 
Варто також відзначити, що реконструкцію ситуації в Карії у два десятиліття після Іпса ще більше заплутує наявність тут двох династів – Плейстарха та Евполема. Перший, ймовірно, правив до 294 р. до н.е., другий почав свою діяльність після Плейстарха та провадив її до невизначеного моменту у 280-х роках до н.е. (зокрема, відомий напис на честь Евполема від імені все тих же мешканців Ясоса).
Що стосується Лікії, то нам відомий напис із Ліміри (головне місто у східній частині країни), датований 288/287 р. до н.е. У ньому виноситься подяка двом економам Птолемея за їх діяльність – таким чином, влада єгипетського царя мала бути встановлена тут ще раніше (припускають, що економи були відповідальні за східну та західну частину Лікії). Ще один лікійський напис – з розташованого на її заході неподалік від кордону з Карією Тельмесса (сучасний Фетхіє) – датований 282 р. до н.е., тобто хоча й після смерті Птолемея І, проте до Карійської війни (280-279 рр. до н.е.), котра дозволила Птолемею ІІ розширити батьківські володіння у Малій Азії. Те саме можливо сказати відносно пісідійського міста Термесс, захованого в горах неподалік від кордону Лікії та Памфілії – тут знайдено напис, датований одним із місяців 5-го року правління Птолемея ІІ (на наше літочислення – вереснем/жовтнем 281 р. до н.е.). Більше того, у відповідності до нього, Термесс підпорядковувався памфіліарху, що недвозначно натякає на наявність єгипетських володінь у Памфілії.
Існує уривок із напису, котрим мешканці памфілійського міста Аспенд висловлюють подяку за допомогу проти невідомого нам ворога полководцям Філоклу та Леоніду, які з’явились із військом, навербованим серед різних народів, і в тому числі малоазійських – лікійців, пісідійців та самих памфілійців. Відносно датування цих подій існують лише здогадки. Оскільки в тексті Птолемей іменується царем, це не могло відбутись раніше 305 р. до н.е. Філокл служив єгипетським володарям щонайменше до 280 р. до н.е., а от Леонід у відомих нам джерелах Леонід згадується на початку 300-х років до н.е. – ймовірно, це той самий полководець, котрий у 310-му намагався відібрати в Антигонідів Західну Кілікію, а в 308-му відплив із Мінда з експедицією до Греції. 